# 刘玘 (五代)
刘玘，汴州雍邱（今河南省杞县）人，五代十国后梁、后唐将领。
刘玘世代为宣武军牙将。青年时有抱负，朱温镇守汴州，刘玘求测试自己，补任队长。跟随朱温征伐，有功升为牙将，历任滑州、徐州、襄州三州都指挥使。后梁开平年间，襄州山南东道节度使王班被帐下所害，乱军推举刘玘为留后，刘玘假装依从，次日受贺，在衙庭犒赏军士，在幕下伏甲兵，尽斩其乱将。以功历任复州、亳州刺史，入朝为侍卫都将，再出任安州刺史。贞明年间，为晋州留后。唐庄宗攻取汴京，刘玘来朝见。刘玘在晋州八年，一直和上党、太原之军交战。庄宗见到他就慰劳：“刘侯无恙，控制我晋阳的南边很多年月了，没有早早相见。”刘玘顿首谢罪。再命他归镇，正式任命他为建雄军节度使，改镇安州。唐明宗即位，改为邓州威勝軍節度使。天成末年，以史敬镕代替他。刘玘回到京师，去世。赠侍中。其子刘师道，在宋朝官至右赞善大夫。